# امبوهیمایرا
امبوهیمایرا (به لاتین: Ambohimiera) یک سکونتگاه مسکونی در ماداگاسکار است که در واتوواوی-فیتووینانی واقع شده‌است.

## خصوصیات
امبوهیمایرا ۱۱٬۰۰۰ نفر جمعیت دارد و ۸۳۲ متر بالاتر از سطح دریا واقع شده‌است.